# Bah Ndaw
Bah Ndaw (cách viết khác là N'Daw hoặc N'Daou; sinh ngày 23 tháng 8 năm 1950) là một sĩ quan quân đội và chính trị gia người Mali. Ông giữ chức Tổng thống Mali kể từ ngày 25 tháng 9 năm 2020. Trước đó, từ tháng 5 năm 2014 đến tháng 1 năm 2015, ông là Bộ trưởng Bộ Quốc phòng.

## Đầu đời và giáo dục
Ndaw sinh ngày 23 tháng 8 năm 1950 tại San, Mali. Ông gia nhập Lực lượng vũ trang Malia với tư cách là tình nguyện viên vào năm 1973 và tốt nghiệp khóa học l'École militaire interarmes (EMIA) ở Koulikoro trong cùng năm. Năm 1974, Ndaw được cử sang Liên Xô để được huấn luyện bay trực thăng.

## Sự nghiệp quân sự và chính trị
Năm 1977, Ndaw tham gia vào Không quân Mali. Có thời gian Ndaw là phụ tá cho Tổng thống Mali Moussa Traoré. Năm 1994, ông tốt nghiệp trường École deionaryre ở Paris, Pháp. Ndaw từng giữ các chức vụ Tham mưu trưởng Không quân Mali và Phó Tham mưu trưởng Vệ binh Quốc gia Mali. Từ năm 2008 cho đến khi nghỉ hưu vào năm 2012, ông là người đứng đầu Cục các vấn đề cựu chiến binh và nạn nhân chiến tranh. Ông về hưu với quân hàm Đại tá.
Vào ngày 28 tháng 5 năm 2014, Ndaw kế nhiệm Soumeylou Boubèye Maïga chức vụ Bộ trưởng Bộ Quốc phòng dưới quyền Tổng thống Ibrahim Boubacar Keïta. Trong thời gian tại vị, ông đại diện Mali ký một hiệp định quốc phòng với Pháp. Ndaw làm việc trong cuộc tái tổ chức Lực lượng vũ trang Mali. Ông rời nhiệm sở vào tháng 1 năm 2015, được cho là vì bất mãn với một số điều kiện liên quan đến các cựu chiến binh đào ngũ trong Hiệp ước Algiers (2015).
Sau cuộc đảo chính vào ngày 21 tháng 9 năm 2020, Ndaw được một nhóm 17 đại cử tri bầu làm tổng thống, Assimi Goïta được bổ nhiệm làm phó tổng thống. Chính phủ lâm thời của họ dự kiến sẽ cầm quyền trong khoảng thời gian 18 tháng sau cuộc đảo chính Mali năm 2020. Người phát ngôn của nhà lãnh đạo tôn giáo-chính trị Mahmoud Dicko đã ca ngợi việc ông được đề cử làm Tổng thống. Các nhà lãnh đạo của M5-RFP, hoạt động kể từ cuộc biểu tình ở Mali năm 2020, cũng bày tỏ sự ủng hộ. Ndaw chính thức cầm quyền vào ngày 25 tháng 9.
Sau khi chính thức nhậm chức, Ndaw tuyên bố ông sẽ đấu tranh chống tham nhũng, gian lận bầu cử và tôn trọng các thỏa thuận quốc tế đã được thực hiện trước đó. Ông cũng cho biết sẽ tiếp tục cuộc chiến chống lại các lực lượng khủng bố và ngăn chặn việc lạm dụng dân thường của các lực lượng vũ trang Mali. Sau lễ nhậm chức của Ndaw, Jean-Claude Brou, Chủ tịch Ủy ban Cộng đồng Kinh tế các quốc gia Tây Phi (ECOWAS), tuyên bố rằng ECOWAS sẽ chỉ dỡ bỏ lệnh cấm vận đối với Mali nếu Ndaw bổ nhiệm một Thủ tướng dân sự.

## Giải thưởng và danh hiệu
Ông là một sĩ quan của lực lượng Trật tự Quốc gia Mali. Ndaw nhận được huân chương quân công cũng như huân chương công trạng quốc gia.